# Mankells Wallander
Mankells Wallander ist eine Kriminalserie, die in schwedisch-deutscher Co-Produktion entstand und überwiegend in Ystad (Südschweden) spielt. Sie lief erstmals von 2005 bis 2014 und basiert auf der Figur des Kurt Wallander von Henning Mankell. Als Vorlage für die erste Folge der ersten Staffel diente ein Wallander-Roman Mankells. Für die meisten der anderen Folgen hat Mankell das Drehbuch entweder selbst verfasst oder daran mitgearbeitet.

## Hintergrund
In der 32-teiligen internationalen Co-Produktion übernahm nach Rolf Lassgård – bekannt aus früheren Kommissar-Wallander-Verfilmungen – der schwedische Schauspieler Krister Henriksson die Hauptrolle des Kommissars.
Den Auftakt bildete die Verfilmung von Vor dem Frost in der Regie von Kjell-Åke Andersson nach einem Drehbuch von Stefan Ahnhem und Pelle Berglund. Die erste Staffel mit 13 Filmen wurde von Juni 2006 bis April 2007 in unregelmäßigen Abständen im deutschen Fernsehen gezeigt.
In den Jahren 2008 und 2009 entstand die zweite Staffel mit weiteren 13 Folgen Mankells Wallander mit Krister Henriksson als Kurt Wallander. Stefan Lindman (Darsteller: Ola Rapace) ist nicht mehr dabei, da er in der letzten Folge Dunkle Geheimnisse der ersten Staffel Selbstmord begeht. Wallanders Tochter Linda, gespielt von Johanna Sällström, ist zwischenzeitlich ebenfalls nicht mehr zu sehen, nachdem sich ihre Darstellerin Anfang 2007 das Leben nahm. Statt Linda treten für eine Staffel die jungen Polizisten Isabell und Pontus in das Team ein.
Die dritte Staffel umfasst 6 Folgen und ist die letzte Staffel unter Mitwirkung von Krister Henriksson. Linda tritt nun wieder auf, gespielt von einer anderen Darstellerin. In den letzten beiden Episoden erkrankt Kurt Wallander an der Alzheimerschen Krankheit, hält diese aber vor den Kollegen geheim. Er selbst kann die Krankheit durch Improvisation, wie etwa dem Anfertigen von Notizen, verbergen und seine Tochter Linda, die von ihm als einzige eingeweiht wird, unterstützt ihn dabei. Des Weiteren wird Kurt Wallander in der dritten Staffel der schwer umgängliche Dienststellenleiter Mattson (Darsteller: Sven Ahlström) vorgesetzt, der in der letzten Folge den Kommissar wegen seiner Erkrankung zum Aufhören erpresst. Mattson wird jedoch zuletzt von Wallander als der Verräter in den eigenen Reihen der organisierten Kriminalität überführt und verhaftet. Nach dem erfolgreichen Abschluss des letzten Falls verkündet Kurt Wallander, dass das heimische Polizeirevier in Ystad erhalten bleibt und nicht wie zuletzt vorgesehen geschlossen bzw. nach Malmö verlegt wird, sowie aber auch seinen Abschied aus dem Polizeidienst.

## Besetzung und Synchronisation
Die Serie wurde bei der Taunusfilm unter der Dialogregie von Susanna Bonasewicz vertont.
| Rolle             | Schauspieler                                       | dt. Synchronisation                                | Folgen             | Staffel |
| ----------------- | -------------------------------------------------- | -------------------------------------------------- | ------------------ | ------- |
| Kurt Wallander    | Krister Henriksson                                 | Bodo Wolf                                          | 1–32               | 1–3     |
| Jan Martinsson    | Douglas Johansson                                  | Gerald Schaale                                     | 1–6, 14-32         | 1–3     |
| Nyberg            | Mats Bergman                                       | Lutz Schnell                                       | 1–32               | 1–3     |
| Johan Svartman    | Fredrik Gunnarsson                                 | Oliver Feld                                        | 1–32               | 1–3     |
| Ebba              | Marianne Mörck                                     |                                                    | 1–10, 14–15, 18–19 | 1–2     |
| Karin Linder      | Stina Ekblad                                       | Kerstin Sanders-Dornseif                           | 2–32               | 1–3     |
| Katarina Ahlsell  | Lena Endre                                         | Andrea Aust                                        | 14–26              | 2       |
| Isabell Melin     | Nina Zanjani                                       | Maria Koschny                                      | 14–25              | 2       |
| Pontus Höijer     | Sverrir Páll Guðnason                              |                                                    | 14–25              | 2       |
| Linda Wallander   | Johanna Sällström (1–13) Charlotta Jonsson (27–32) | Anna Carlsson (1–13) Kristina von Weltzien (27–32) | 1–13, 27–32        | 1, 3    |
| Stefan Lindman †  | Ola Rapace                                         | Viktor Neumann                                     | 1–13               | 1       |
| Ann-Britt Höglund | Angela Kovács                                      | Arianne Borbach                                    | 1–7                | 1       |
| Lisa Holgersson   | Chatarina Larsson                                  | Alexandra Lange                                    | 1–3, 8–9, 13       | 1       |
| Mattson           | Sven Ahlström                                      |                                                    | 27–32              | 3       |
| Zids              | Radoslaw Kaim                                      | Waléra Kanischtscheff                              | 3                  | 2       |

## Episodenliste

### Staffel 1
| Nr. (ges.) | Nr. (St.) | Deutscher Titel         | Originaltitel     | Erstausstrahlung Schweden | Deutschsprachige Erstausstrahlung (D) | Regie                              | Drehbuch                                            | Zuschauer (DE) |
| ---------- | --------- | ----------------------- | ----------------- | ------------------------- | ------------------------------------- | ---------------------------------- | --------------------------------------------------- | -------------- |
| 1          | 1         | Vor dem Frost           | Innan frosten     | 14. Jan. 2005             | 2. Juni 2006                          | Kjell-Åke Andersson                | Stefan Ahnhem & Per Berglund                        | –              |
| 2          | 2         | Tod in den Sternen      | Byfånen           | 3. Aug. 2005              | 4. Juni 2006                          | Jørn Faurschou                     | Petra Revenue                                       | –              |
| 3          | 3         | Eiskalt wie der Tod     | Bröderna          | 7. Sep. 2005              | 5. Juni 2006                          | Jørn Faurschou                     | Ola Saltin                                          | 3,43 Mio.      |
| 4          | 4         | Am Rande der Finsternis | Mörkret           | 15. Okt. 2005             | 22. Dez. 2006                         | Stephan Apelgren                   | Stephan Apelgren & Ulf Ryberg                       | 4,34 Mio.      |
| 5          | 5         | Ein Toter aus Afrika    | Afrikanen         | 16. Nov. 2005             | 23. Dez. 2006                         | Stephan Apelgren                   | Stephan Apelgren, Lars Lundström & Anna Fredriksson | –              |
| 6          | 6         | Der unsichtbare Gegner  | Mastermind        | 13. Dez. 2005             | 26. Dez. 2006                         | Peter Flinth                       | Stefan Ahnhem                                       | 2,75 Mio.      |
| 7          | 7         | Der wunde Punkt         | Den svaga punkten | 15. März 2006             | 29. Dez. 2006                         | Jonas Grimås                       | Jonas Grimås & Petra Revenue                        | 3,61 Mio.      |
| 8          | 8         | Bilderrätsel            | Fotografen        | 10. Mai 2006              | 30. Dez. 2006                         | Jonas Grimås                       | Jonas Grimås & Ola Saltin                           | 3,41 Mio.      |
| 9          | 9         | Tödliche Fracht         | Täckmanteln       | 12. Juli 2006             | 6. Jan. 2007                          | Anders Engström                    | Rolf Börjlind & Cilla Börjlind                      | 3,74 Mio.      |
| 10         | 10        | Tod im Paradies         | Luftslottet       | 23. Aug. 2006             | 10. Feb. 2007                         | Anders Engström                    | Stefan Ahnhem                                       | –              |
| 11         | 11        | Heimliche Liebschaften  | Blodsband         | 25. Okt. 2006             | 7. Apr. 2007                          | Stephan Apelgren                   | Niklas Rockström                                    | 4,43 Mio.      |
| 12         | 12        | Offene Rechnungen       | Jokern            | 1. Nov. 2006              | 8. Apr. 2007                          | Stephan Apelgren & Anders Engström | Stefan Karlsson & Stefan Thunberg                   | 2,79 Mio.      |
| 13         | 13        | Dunkle Geheimnisse      | Hemligheten       | 10. Nov. 2006             | 9. Apr. 2007                          | Stephan Apelgren                   | Stefan Thunberg                                     | 4,62 Mio.      |

### Staffel 2
| Nr. (ges.) | Nr. (St.) | Deutscher Titel    | Originaltitel | Erstausstrahlung Schweden | Deutschsprachige Erstausstrahlung (D) | Regie                    | Drehbuch                             | Zuschauer (DE) |
| ---------- | --------- | ------------------ | ------------- | ------------------------- | ------------------------------------- | ------------------------ | ------------------------------------ | -------------- |
| 14         | 1         | Rache              | Hämnden       | 9. Jan. 2009              | 4. Apr. 2010                          | Charlotte Brändström     | Hans Rosenfeldt                      | 4,00 Mio.      |
| 15         | 2         | Die Schuld         | Skulden       | 17. Juni 2009             | 5. Apr. 2010                          | Leif Magnusson           | Pernilla Oljelund                    | 4,27 Mio.      |
| 16         | 3         | Der Kurier         | Kuriren       | 15. Juli 2009             | 21. Mai 2010                          | Leif Magnusson           | Stefan Thunberg & Stephan Apelgren   | 3,29 Mio.      |
| 17         | 4         | Diebe              | Tjuven        | 19. Aug. 2009             | 23. Mai 2010                          | Stephan Apelgren         | Lars Lundström                       | 3,34 Mio.      |
| 18         | 5         | Die Cellospielerin | Cellisten     | 16. Sep. 2009             | 24. Mai 2010                          | Stephan Apelgren         | Stephan Apelgren & Lars Lundström    | 4,64 Mio.      |
| 19         | 6         | Eifersucht         | Prästen       | 14. Okt. 2009             | 4. Juli 2010                          | Henrik Georgsson         | Pernilla Oljelund                    | 3,52 Mio.      |
| 20         | 7         | Das Leck           | Läckan        | 18. Nov. 2009             | 18. Juli 2010                         | Henrik Georgsson         | Stefan Ahnhem                        | 3,78 Mio.      |
| 21         | 8         | Der Scharfschütze  | Skytten       | 16. Dez. 2009             | 21. Apr. 2011                         | Agneta Fagerström-Olsson | Stefan Thunberg                      | 2,74 Mio.      |
| 22         | 9         | Todesengel         | Dödsängeln    | 20. Jan. 2010             | 22. Apr. 2011                         | Agneta Fagerström-Olsson | Pernilla Oljelund                    | 3,05 Mio.      |
| 23         | 10        | Das Gespenst       | Vålnaden      | 24. März 2010             | 24. Apr. 2011                         | Mikael Marcimain         | Lars Lundström                       | 3,67 Mio.      |
| 24         | 11        | Das Erbe           | Arvet         | 21. Apr. 2010             | 25. Apr. 2011                         | Mikael Marcimain         | Anton Moritz                         | 4,33 Mio.      |
| 25         | 12        | Inkasso            | Indrivaren    | 16. Juni 2010             | 12. Juni 2011                         | Kathrine Windfeld        | Stefan Thunberg                      | 3,41 Mio.      |
| 26         | 13        | Die Zeugin         | Vittnet       | 21. Juli 2010             | 13. Juni 2011                         | Kathrine Windfeld        | Pernilla Oljelund & Stephan Apelgren | 4,12 Mio.      |

### Staffel 3
| Nr. (ges.) | Nr. (St.) | Deutscher Titel          | Originaltitel      | Erstausstrahlung Schweden | Deutschsprachige Erstausstrahlung (D) | Regie                    | Drehbuch                         | Zuschauer (DE) |
| ---------- | --------- | ------------------------ | ------------------ | ------------------------- | ------------------------------------- | ------------------------ | -------------------------------- | -------------- |
| 27         | 1         | Der Feind im Schatten    | Den orolige mannen | 11. Jan. 2013             | 1. Dez. 2013                          | Agneta Fagerström-Olsson | Lars Bill Lundholm & Peter Birro | 4,32 Mio.      |
| 28         | 2         | Vermisst                 | Försvunnen         | 19. Juni 2013             | 22. Dez. 2013                         | Leif Magnusson           | Niklas Rockström                 | 4,34 Mio.      |
| 29         | 3         | Verrat                   | Sveket             | 24. Juli 2013             | 26. Dez. 2013                         | Leif Magnusson           | Stefan Thunberg                  | 4,48 Mio.      |
| 30         | 4         | Das Schmetterling-Tattoo | Saknaden           | 30. Juli 2013             | 1. Jan. 2014                          | Agneta Fagerström-Olsson | Malin Lagerlöf                   | 4,48 Mio.      |
| 31         | 5         | Mordbrenner              | Mordbrännaren      | 30. Juli 2013             | 2. Jan. 2014                          | Charlotte Brändström     | Peter Lindblom                   | 4,07 Mio.      |
| 32         | 6         | Abschied                 | Sorgfågeln         | 30. Juli 2013             | 12. Jan. 2014                         | Lisa Ohlin               | Björn Paqualin & Lovisa Milles   | 4,07 Mio.      |

## Kritik
„Die Serie kommt um etwas Leerlauf im ansonsten handwerklich wie auch von der guten Story her überzeugenden Krimi nicht herum. Die internationale Co-Produktion […] ist auch weiterhin qualitativ sehr hochwertig. Ein paar kleinere Verbesserungsmöglichkeiten gibt es jedoch. Empfehlenswert ist sie trotzdem.“

„Der bessere Tatort […] und stellt damit in Sachen Qualität sogar die ,Tatort'-Reihe in den Schatten.“

„Bei allem Respekt auch für die handwerkliche Umsetzung: Ein echter Wermutstropfen ist die Synchronisation, die die Qualität des Films mit ihrem typischen Kunstdeutsch hörbar schmälert.“

## Trivia
- Das Lied Quiet Night, das am Ende fast jeder Folge der zweiten Staffel gespielt wird, stammt von Anna Ternheim.
- Am Ende fast jeder Folge der dritten Staffel wird das Lied The Opening von Ane Brun in Zusammenarbeit mit Fleshquartet (Fläskkvartetten) gespielt.